# Erlenhagen

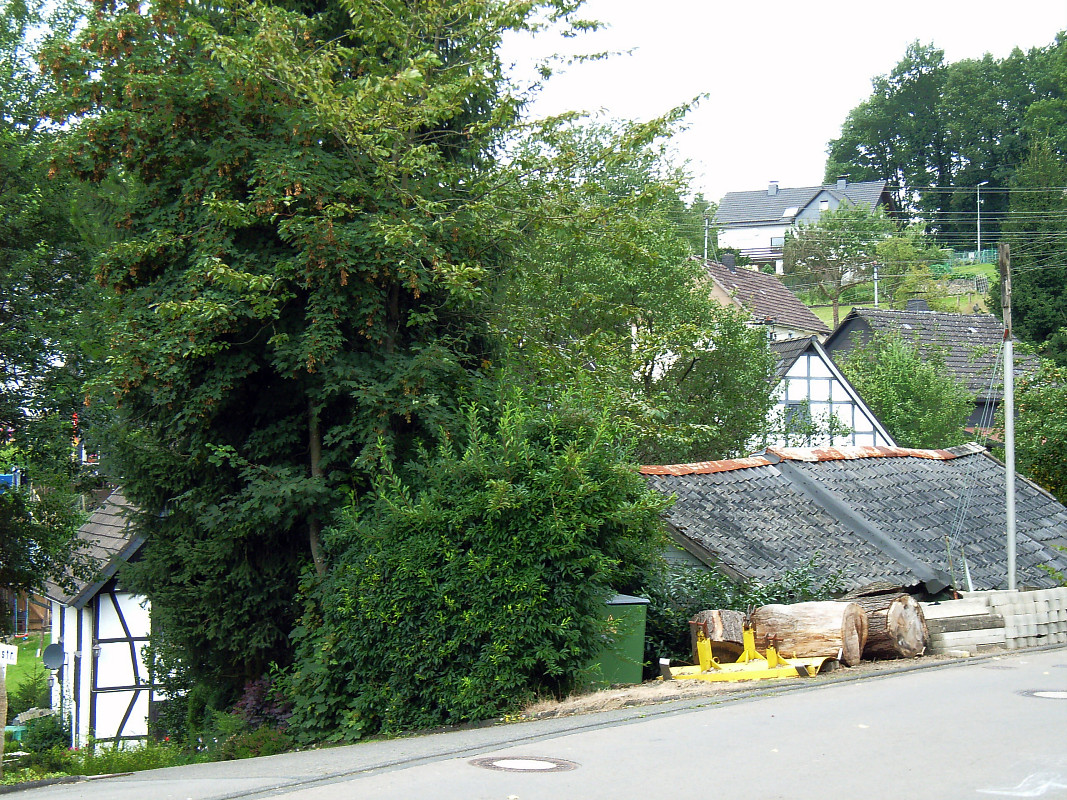
Dorfmitte von Erlenhagen

Erlenhagen ist ein Ortsteil von Gummersbach im Oberbergischen Kreis im südlichen Nordrhein-Westfalen, Deutschland.

## Geographie
Erlenhagen liegt auf dem Kamm eines Höhenzugs, welcher sich mit dem Lümer als höchster Erhebung (379 m über NN) über etwa 4 km zwischen den Flusstälern von Becke und Agger erstreckt. Das Dorf findet man knapp fünf Kilometer nordöstlich des Gummersbacher Stadtzentrums abseits der Hauptverkehrsadern an einem alten Höhenweg.

## Geschichte
Die erste urkundliche Erwähnung erfolgt 1542 in einer Türkensteuerliste mit einem Einwohner „op dem Erlenhage“.

## Wasserwerk
In Erlenhagen befindet sich ein Wasserwerk des Aggerverbandes, wo das Wasser der Genkeltalsperre gesammelt und zu Trinkwasser aufbereitet wird.

## Verkehr
Der Ort verfügt über keine Anbindung an den öffentlichen Personennahverkehr.